# Długa Góra (Gdynia)
Długa Góra (kaszb. Długô Góra) – góra o wysokości 130,4 m n.p.m. położona na terenie Gdyni, w dzielnicy Cisowa. Wzniesienie znajduje się na terenie Trójmiejskiego Parku Krajobrazowego.